# 阿姆里耶區

35°31′29″N 1°00′54″W / 35.524726°N 1.014905°W
阿姆里耶區（阿拉伯语：‎），是阿爾及利亞的行政區，位於該國西北部，由艾因泰穆尚特省負責管轄，首府設於阿姆里耶，面積377平方公里，2010年人口49,982，人口密度每平方公里133人。